# Saint-Léger-lès-Domart
 Saint-Léger-lès-Domart  es una población y comuna francesa, en la región de Picardía, departamento de Somme, en el distrito de Amiens y cantón de Domart-en-Ponthieu.

## Demografía
| 1762 | 2126 | 2105 | 1940 | 1716 | 1755 | 1751 |
| Para los censos de 1962 a 1999 la población legal corresponde a la población sin duplicidades (Fuente: INSEE [Consultar]) |      |      |      |      |      |      |